# Tamiasciurus hudsonicus
Tamiasciurus hudsonicus — вид гризунів родини вивіркових.

## Поширення
Країни поширення: Канада (Альберта, Британська Колумбія, Лабрадор, Манітоба, Нью-Брансвік, Північно-Західні території, Нова Шотландія, Нунавут, Онтаріо, Острів Принца Едварда, Квебек, Саскачеван, Юкон), США (Аляска, Аризона, Колорадо, Коннектикут, Делавер, район Колумбія, Джорджія, Айдахо, Іллінойс, Індіана, Айова, Кентуккі, Мен, Меріленд, Массачусетс, Мічиган, Міннесота, Монтана, Нью-Гемпшир, Нью-Джерсі, Нью-Мексико, Нью-Йорк, Північна Кароліна, Північна Дакота, Огайо, Орегон, Пенсильванія , Род-Айленд, Південна Кароліна, Південна Дакота, Теннессі, Юта, Вермонт, Вірджинія, Вашингтон, Західна Вірджинія, Вісконсин, Вайомінг). Віддає перевагу хвойним та змішаним лісам, але зустрічається й у листяних лісах.

## Життя
Живе поодинці. Віддає перевагу гніздуванню в дуплах дерев, а також будує листяні гнізда і використовує земляні нори. Вагітність триває 31-35 днів. Деякі самиці дають два приплоди на рік, в середньому 4-5 дитинчат у виводку. Раціон складається з насіння, хвойних шишок, горіхів, фруктів. Іноді живиться безхребетними і дрібними хребетними.  Зазвичай запасає, а потім споживає, велику кількість їжі. Досить активні протягом дня. Піки денної активності через дві години після сходу сонця і за дві години до заходу.

## Морфологічні особивості
Має червонувато-коричневе хутро на спині, з білим черевом. Довжина тіла 17-23 см, довжина хвоста 9-16 см, вуха 2—3 см, вага 197-282 гр. Зубна формула: 1/1, 0/0, 1-2/1, 3/3, загалом 20, дуже рідко 22 зуба. 2n=46.